# Sphenolobus flagellaris
Sphenolobus flagellaris là một loài rêu trong họ Anastrophyllaceae. Loài này được S. Hatt. Grolle mô tả khoa học đầu tiên năm 1963.